# Doutor Silvana
Dr. Thaddeus Silvana (Sivana, no original) é um personagem fictício de arte sequencial originalmente da Fawcett Comics, e adquirido pela DC Comics. Ele é um cientista louco vilão do Capitão Marvel, introduzido junto com ele em Whiz Comics #2 (1940).

## Biografia fictícia

### Pré-Crise nas Infinitas Terras
Thaddeus Bodog Silvana era um cientista que tinha boas intenções antes de sua esposa morrer e seus inventos serem rejeitados por cientistas e empresários mundo afora, fazendo-o decidir que a Terra simplesmente não era mais um lugar para ele viver. Assim, ele criou uma astronave, levando seus filhos Magnífico e Linda Silvana para Vênus logo antes de a Primeira Guerra Mundial começar. Após os filhos crescerem, voltou para a Terra onde criou um "silenciador de rádio" que pararia qualquer estação de rádio de transmitir permanentemente, levando a uma luta com o Capitão Marvel, que tinha ganhado então recentemente seus poderes. Dr. Silvana se tornou depressa o nêmese do Capitão Marvel, ao longo do caminho descobrindo sua identidade secreta, Billy Batson. Também é revelado que Silvana teve mais dois filhos, os gêmeos Thaddeus Silvana Jr. e Georgia Silvana, que virariam inimigos de Capitão Marvel Jr. e Mary Marvel. Depois de 13 anos de histórias, Silvana entraria com o resto da Família Marvel em um limbo porque a Fawcett faliu ao perder um processo da National Comics, atual DC Comics, determinando que Capitão Marvel era plágio do Superman. A DC adquiriu os direitos dos personagens de Capitão Marvel em 1972, e voltaria a publicar o personagem na revista Shazam!, em 1973. Nela foi explicado que todos os personagens das famílias Marvel e Silvana ficaram 20 anos em animação suspensa após a nave de Silvana acidentalmente cair em uma esfera da substância Suspendium, que só ficaria livre após voar perto do Sol e derreter. Silvana voltaria a criar esquemas malignos nos anos seguintes.

### Pós-Crise
Em 1985, o evento Crise nas Infinitas Terras reiniciou a continuidade da DC. O Capitão Marvel voltaria na revista Shazam!: The New Beginning em 1987, e na reinvenção Silvana permanecia um cientista louco, com apenas dois filhos (Magnífico e Linda) e sendo tio postiço de Billy Batson. A graphic novel de 1994 The Power of Shazam! estabeleceria que Silvana, igual Lex Luthor, também era um empresário rico, dono das Indústrias Silvana.

## Em outras mídias
- Doutor Silvana é um dos membros da Legião do Mal em Legends of the Superheroes, onde tem a voz de Howard Morris.[6]
- Doutor Silvana e seus filhos Thaddeus Jr. e Georgia aparecem em The Kid Super Power Hour with Shazam!, com Thaddeus Sr. tendo a voz de Alan Oppenheimer.[6]
- Doctor Silvana aparece em dois episódios de Batman: The Brave and the Bold, com a voz de Jim Piddock.[6]
- No longa animado Justice League: Gods and Monsters, Silvana, dublado por Daniel Hagen, é um dos membros do "Projeto Fair Play" de Lex Luthor.[6]
- Doutor Silvana aparece em Lego DC: Shazam!: Magic and Monsters, com a voz de Dee Bradley Baker.[6]
- Mark Strong interpretou Silvana nos filmes Shazam! (2019) e Shazam! Fúria dos Deuses (2023).[7]
- Doutor Silvana aparece em DC Universe Online, com a voz de Matt Hislope.[6]
- Doutor Silvana é personagem jogável em Lego DC Super-Villains como parte de um pacote de personagens tirados do filme Shazam!.[8]